# Яблонський Юхим Олександрович
Юхим Олександрович Яблонський (1873 — †?) — підполковник Армії УНР.

## Біографія
Народився в с. Тропове Могилів-Подільського повіту Подільської губернії.
На військову службу вступив у 1894 р. Останнє звання у російській армії — капітан.
В українській армії з 1918 р. Станом на 1 жовтня 1922 р. — начальник постачання 5-ї Херсонської стрілецької дивізії Армії УНР.
Подальша доля невідома.